# Regering van Zuid-Rusland
De regering van Zuid-Rusland (Russisch: Правительство Юга России, Pravitelstvo Joega Rossii) was een regering van de Witten dat ontstond in Sebastopol op de Krim in april 1920. Het was de opvolger van de Zuid-Russische regering van generaal Anton Denikin welke ontstaan was in februari 1920.
Generaal Pjotr Wrangel was de pravitel (regeringsleider) terwijl het bestuurd werd door de voorzitter van de Ministeriële Raad Aleksandr Krivosjein en Pjotr Stroeve als minister van Buitenlandse Zaken. Het bestuur nam op 16 augustus 1920 de naam  regering van Zuid-Rusland aan. De regering beheerste de voormalige gebieden het gouvernement Taurida van het Russische Keizerrijk, wat het Krimschiereiland en de omliggende delen van het vasteland inhield.
De regering kreeg steun van de Geallieerden van de Eerste Wereldoorlog waaronder Frankrijk die het erkende op augustus 1920, de Verenigde Staten en het onafhankelijke Polen. De buitenlandse steun hield op te bestaan en aanvallen van het Zuid-Russische Leger en het Vrijwilligersleger werden afgeslagen.
In november behaalden de bolsjewieken een beslissende overwinning en drong het de Krim binnen. Wrangel organiseerde een evacuatie van 146.000 mensen naar Constantinopel met zijn vloot op 16 november. Met het vertrek van de laatste troepen van het Witte Leger was dit definitief verslagen.